# إيران للغاز الطبيعي المسال
إيران للغاز الطبيعي المسال ، والمعروفة أيضًا اختصاراً بالإنجليزية باسم (IRAN LNG) ، هي مصنع للغاز الطبيعي المسال قيد التطوير في ميناء تومباك، على بعد حوالي 50 كيلومتر (31 ميل) شمال ميناء عسلوية و 15 كيلومتر (9.3 ميل) جنوب شرق كانجان، إيران.

## روابط خارجية
- إيران للغاز الطبيعي المسال